# Ràtio dividend-benefici
La ràtio dividend-benefici, en anglès dividend payout ratio (literalment "taxa de repartiment de dividends") o payout ratio, és una ràtio financera que mesura com està recompensant una companyia als seus accionistes. Generalment les grans empreses madures presenten un dividend payout elevat perquè retornar els beneficis als accionistes és el millor ús que poden fer dels beneficis, mentre que les empreses petites i en fase d'expansió presenten un dividend payout baix, o inclús nul, perquè necessiten reinvertir tots els beneficis que generen per poder continuar creixent. Altrament les empreses madures tindran una apreciació de l'acció moderada, perquè estan en un negoci madur i no es poden esperar taxes d'increment dels seus beneficis futurs, mentre que els accionistes de les empreses en expansió esperen compensar un baix o nul dividend amb una forta revaloració de l'acció. La dividend payout ratio és recíproca al dividend cover, que dona la mateixa informació expressada d'una altra manera; així mateix la dividend payout ratio és el contrari del Coeficient de reinversió.

## Fórmula i exemple
La dividend payout ratio s'expressa en forma de percentatge i de forma general es calcula dividint la xifra de dividends sobre la xifra dels beneficis. Equivalentment es calcula com el dividend per acció sobre el benefici per acció.
{\displaystyle {\mbox{Dividend payout ratio}}={\frac {\mbox{Dividend per acció}}{\mbox{Benefici per acció}}}={\frac {\mbox{Dividends}}{\mbox{Benefici net}}}={\frac {\mbox{Dividends}}{\mbox{Net Income}}}}
Si una companyia ha tingut un benefici net de 650.000 €, té 500.000 accions en circulació, i paga un dividend per acció de 0,90 €, aleshores la dividend payout ratio seria del 70%, és a dir, el 70% dels beneficis de l'empresa es paguen als accionistes en forma de dividends i, per tant, només es queden dins l'empresa el 30% restant dels beneficis per a afrontar reinversions a fi de mantenir el negoci madur.
{\displaystyle {\mbox{Dividend payout ratio}}={\frac {\mbox{0,90}}{\frac {\mbox{650.000}}{\mbox{500.000}}}}={\frac {\mbox{0,90}}{\mbox{1,3}}}=0,70=70\%}
{\displaystyle {\mbox{Dividend payout ratio}}={\frac {{\mbox{0,90}}*{500.000}}{\mbox{650.000}}}={\frac {\mbox{450.000}}{\mbox{650.000}}}=0,70=70\%}